# Étienne Moreau-Nélaton

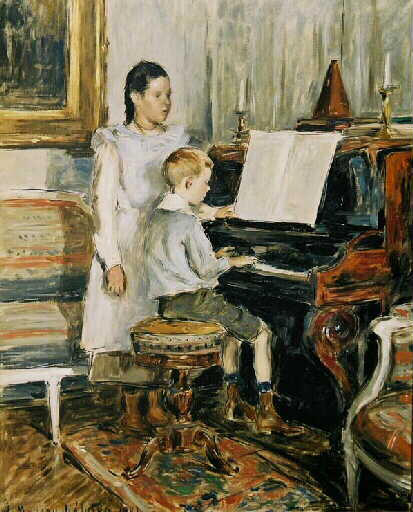
Étienne Moreau-Nélaton:
Enfants au piano

Adolpe Étienne Auguste Moreau-Nélaton, född 2 december 1859, död 25 april 1927, var en fransk konstnär och författare.
Moreua-Nélaton utbildade sig till målare och utförde bland annat vyer från Paris, men uppträdde även som illustratör och keramiker. Mest känd blev han som konstförfattare med monografier över Corot (1905), Manet (1906) och Les Clouets (1907). Sin betydande samling av fransk konst från slutet av 1800-talet skänkte han till Louvren.